# Palais des Sports de Beaublanc
El Palais des sports de Beaublanc o simplemente Beaublanc es un estadio deportivo cubierto que se encuentra en la localidad de Limoges (Nueva Aquitania), en Francia. Es principalmente utilizado para albergar encuentros de baloncesto, con una capacidad para 5.516 espectadores sentados.

## Historia
El estadio se inauguró en verano de 1981, y es usado como sede local del club de baloncesto francés Limoges CSP de la LNB Pro A (la primera división francesa) y en ocasiones ha sido utilizado también por el Limoges Handball de balonmano.

## Eventos
Baloncesto
- Partidos del Eurobasket 1983
- All-Star Game LNB de 1987
- Final de la Copa Korać, 22 de marzo de 2000
- Partidos de preparación de la Selección francesa masculina para la preparación del Eurobasket 2009
- Partidos de preparación de la Selección francesa femenina, agosto de 2014

Tenis
- Cuartos de final de la Copa Davis, abril de 1996
- Cuartos de final de la Fed Cup, abril de 2007
- Play-offs de la Fed Cup, abril de 2009 y febrero de 2013